# Ambolomoty
Ambolomoty est une commune urbaine malgache située dans la partie centre-est de la région de Boeny.